# Семака Євген
Євге́н Сема́ка  (*1863 — †1913) — український (буковинський) церковний і культурний діяч, православний священик, катехит української гімназії у Чернівцях, оборонець прав української православної Церкви на Буковині (член її Консисторії).
Брат Іллі та Івана Семаків.
Автор підручників релігії для народної і середньої шкіл, «Ілюстрованої історії просвітного товариства «Руська Бесіда» в Чернівцях (1869—1909)», співредактор газети «Руска Рада (газета)» (1898—1905), книжечок для шкільних бібліотек «Ластівка» (1894—1896) тощо.

## Вшанування
У с. Майдан Берегометської селищної громади існує вулиця названа на честь Євгена, Іллі та Івана Семаків, яка носить назву вулиця Братів Семаків. 